# Escuela de Nancy

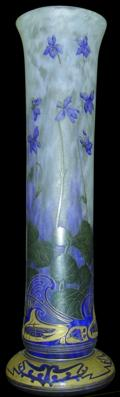
Vasija Daum en Nancy.

La Escuela de Nancy (en francés: École de Nancy) es un movimiento artístico muy variado del Art Nouveau creado en la ciudad francesa de Nancy entre finales del siglo XIX y principios de XX, que reunió a diferentes artistas, como: artesanos, decoradores, pintores, ebanistas, vidrieros, herreros, así como a industriales y arquitectos, químicos, albañiles, y muchos más.

## Contexto histórico
En 1871 después de finalizada la Guerra Franco-Prusiana, el Imperio alemán se apoderó de las siempre disputadas provincias de Alsacia y la Lorena, con la excepción de una pequeña franja lorenesa que quedó en manos francesas y en donde se ubica la ciudad de Nancy. Esto provocó que miles de habitantes de Alsacia-Lorena, que no querían vivir bajo soberanía alemana, emigraran hacia la ciudad de Nancy, que se había convertido en ciudad fronteriza al aplicarse el Tratado de Fráncfort que estipulaba la nueva frontera franco-alemana. Las consecuencias de esta invasión de refugiados hasta la pequeña ciudad, antigua capital del ducado de Lorena, no se hicieron esperar. La ciudad vio su población incrementada al doble a la que existía anterior a 1871, y el establecimiento de numerosos industriales y comerciantes que provocaron un verdadero resurgir de la antigua ciudad que se vio abarrotada de artistas e intelectuales, recobrando una vida perdida desde que había dejado de ser capital ducal.
Fue en ese contexto histórico que surgió el movimiento de la Escuela de Nancy, que adoptó el Art-Nouveau como forma de expresión artística.

## Desarrollo
En Nancy el Art Nouveau (Arte-Nuevo) tomó el nombre de Escuela de Nancy, o Alianza provincial de Arte e Industrias gracias a la figura emblemática de Émile Gallé, cristalería, mueblería, cuero, herrería, arquitectura, participan en este vasto movimiento de renovación de las artes decorativas que define aún hoy la ciudad de Nancy.

## Principales artistas
Entre sus principales artistas se pueden mencionar: Emile Andre, Henri Bergé, Albert Bergeret, Ernest Bussiére, Eugène Corbin, Alphonse Cytére, Antonin Daum, Alfred Finot, Émile Friant, Charles Fridrich, Émile Gallé, Camille Gauthier, Emile Goutière-Vernolle, Jacques Gruber, Louis Guingot, Louis Hestaux, Louis Majorelle, Camille Martin, Paul Nicolas, Victor Prouvé, Hokkai Takashima, Eugène Vallin, Lucien Weissenburguer, René Wiener.

## Fechas importantes
El Art-Nouveau se desarrolló en el mundo entero alrededor de 1900. Algunas de las fechas cronológicas que relacionan la expansión de este arte con la École de Nancy son:
- 1889, París, Exposición Universal, Émile Gallé : Grand premio (cristalería) medalla de oro (cerámica) medalla de plata (mueble), participación de Louis Majorelle (mueble), Émile Friant medalla de oro (pintura), Victor Prouvé, Camille Martin y René Wiener.

- 1893, París primera mención de una escuela Lorenesa de arte decorativo, a propósito de los trabajos de Victor Prouvé, Camille Martin y René Wiener.

- 1894, Nancy, exposición de arte decorativo e industrial en las galerías Poirel, primera exposición de la futura Escuela de Nancy, más de setenta expositores loreneses.

- 1900 París, exposición Universal, unos cincuenta artista loreneses son premiados.

- 1901 Nancy, creación oficial de la École de Nancy, (Alianza provincial de industrias de arte) Emile Gallé es su primer presidente.

- 1903 París, Pabellón de Marsan, L’École de Nancy expone sus obras invitada por la unión central de artes decorativas.

- 1904 Nancy, fallecimiento de Émile Gallé, y Exposición de la Escuela en las galerías Poirel.

- 1909 Nancy, Exposición Internacional del Este de Francia, última gran participación de la Escuela de Nancy.

## Conclusiones
Sus fundadores definieron la École de Nancy como: «La alianza provincial de las industrias del arte, especie de sindicato de industriales del arte y de los artistas decoradores, esforzándose de crear en la provincia, por la defensa y el desarrollo de los intereses industriales, obreros y comerciantes de la Lorena». 
Su objetivo era hacer expandir y darle protagonismo a la Lorena, rica de innumerables industrias de hierro y acero y en los oficios de la cristalería y la ebanistería, aprovechando la preciosa inmigración de franceses refugiados provenientes de las regiones ocupadas después de la guerra de 1870.
La Escuela de Nancy fue la punta de lanza del Art-Nouveau en Francia, y su inspiración esencial se expresa a través de las formas vegetales japonesas como el gingko y en animales como las libélulas, esta alianza se apoya en la búsqueda de una utilización importante en el trabajo del hierro, el acero, la madera el cristal y hacer llegar la cultura y el arte alcance de todos y a cada hogar.
La actividad de este movimiento se desarrolló principalmente en Nancy y se hizo conocida a partir de la Exposición Universal de París de 1889, después este estilo evolucionara lentamente dando fuertes impulso a lo que sería el art déco francés.

## Galería de imágenes

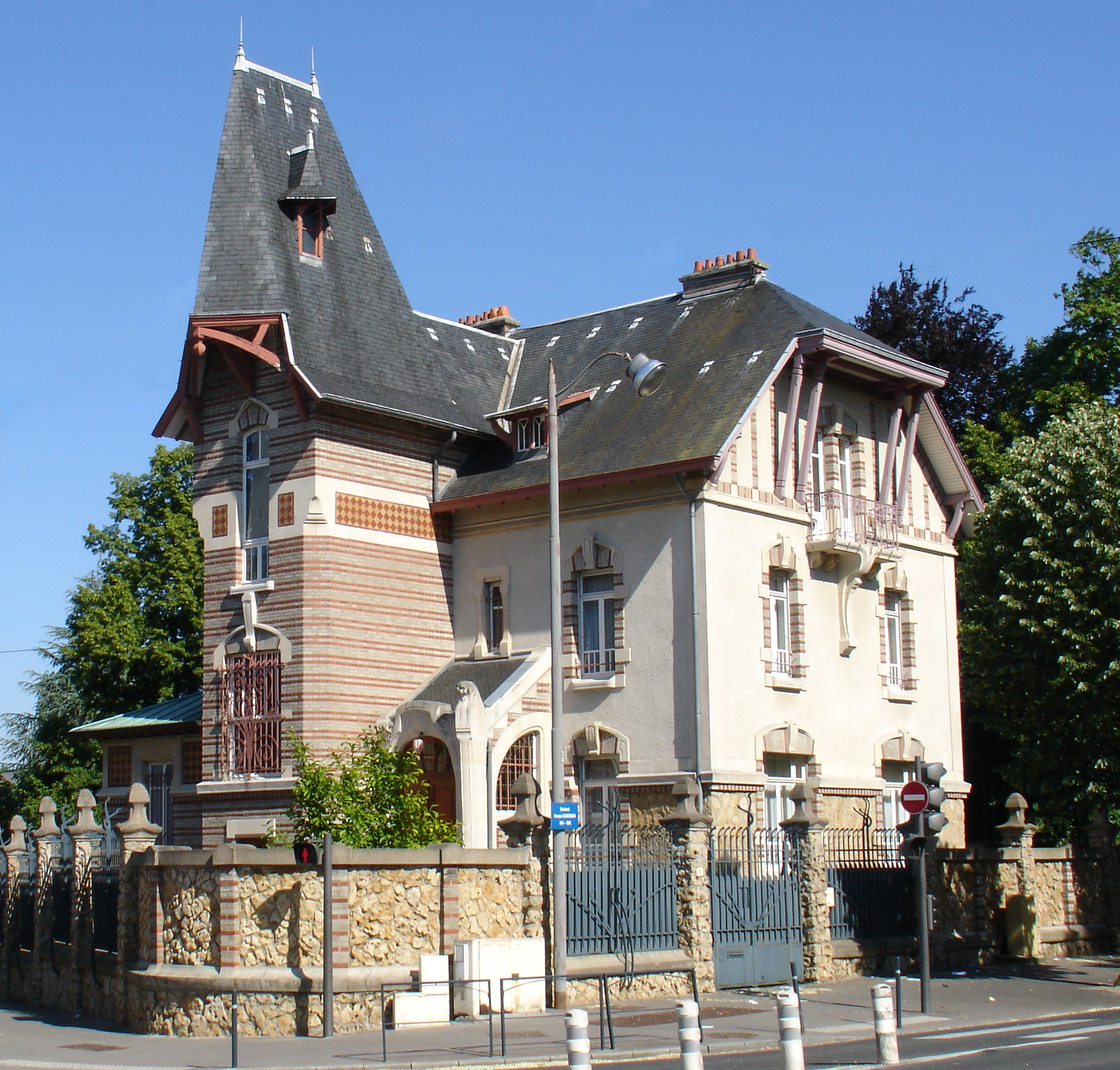
Villa Lang Saurupt Nancy de Lucien Weissenburger
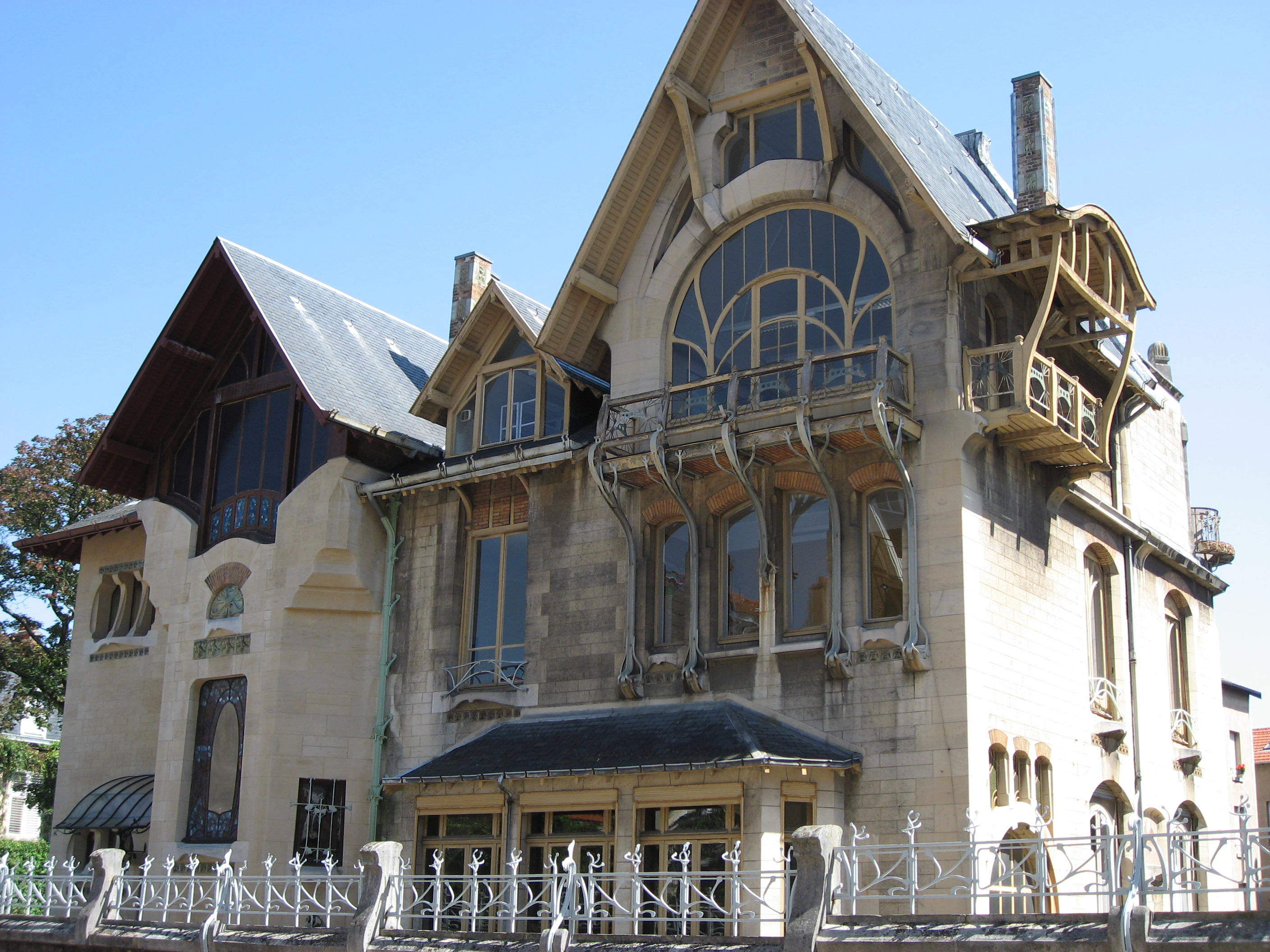
Villa Majorelle
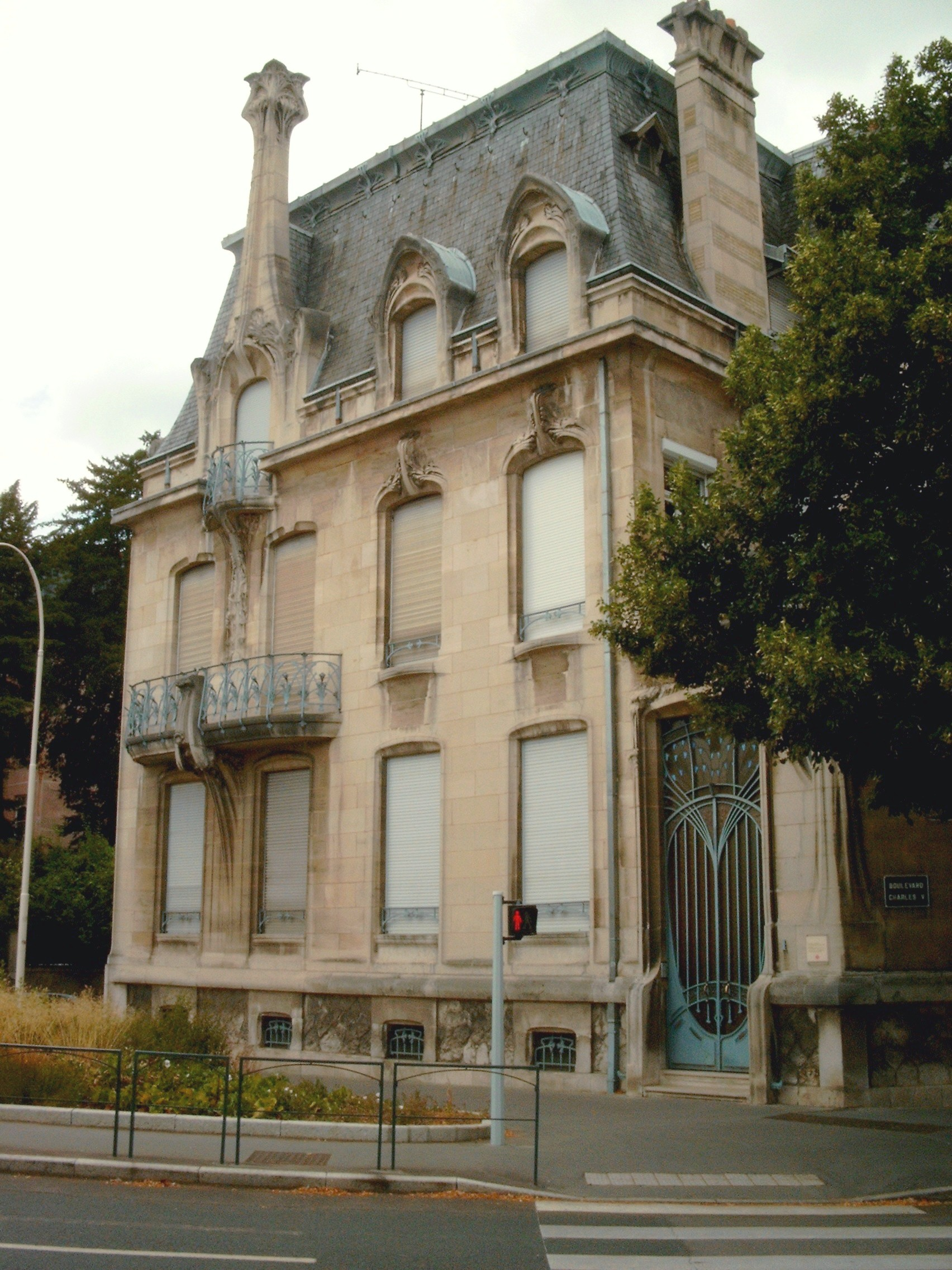
Casa Weissenburger
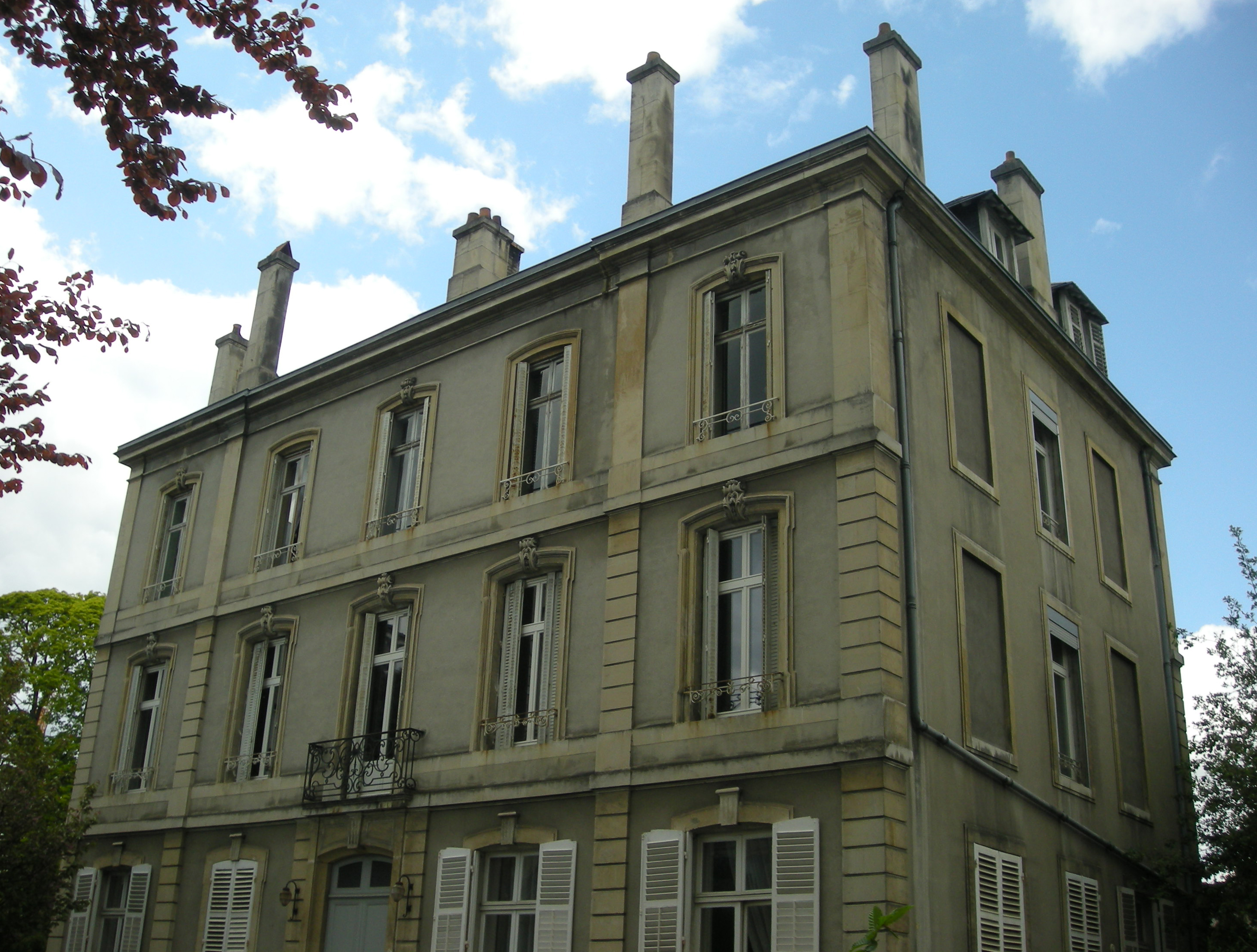
Casa Gallé
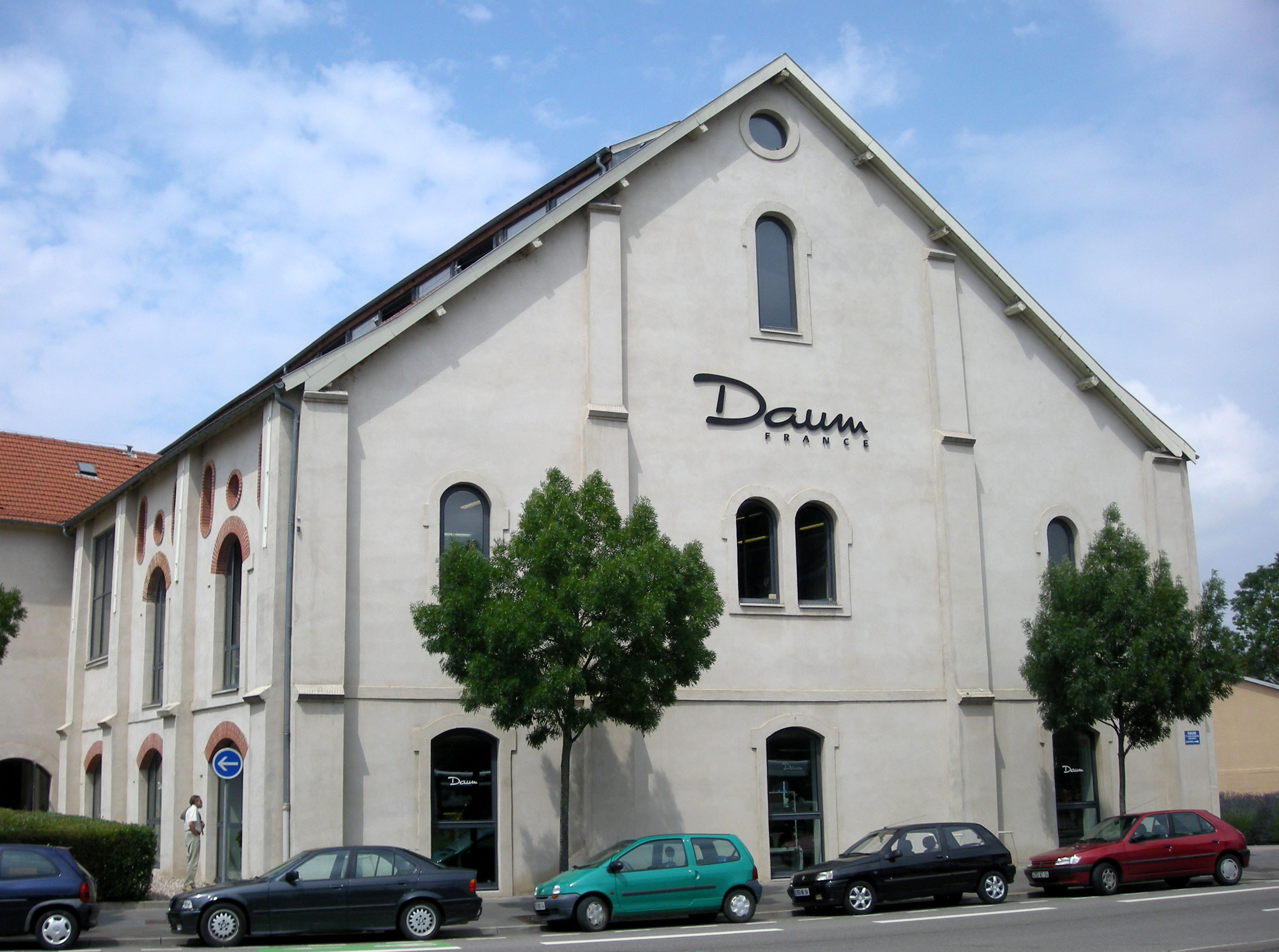
Fábrica de Antonin Daum

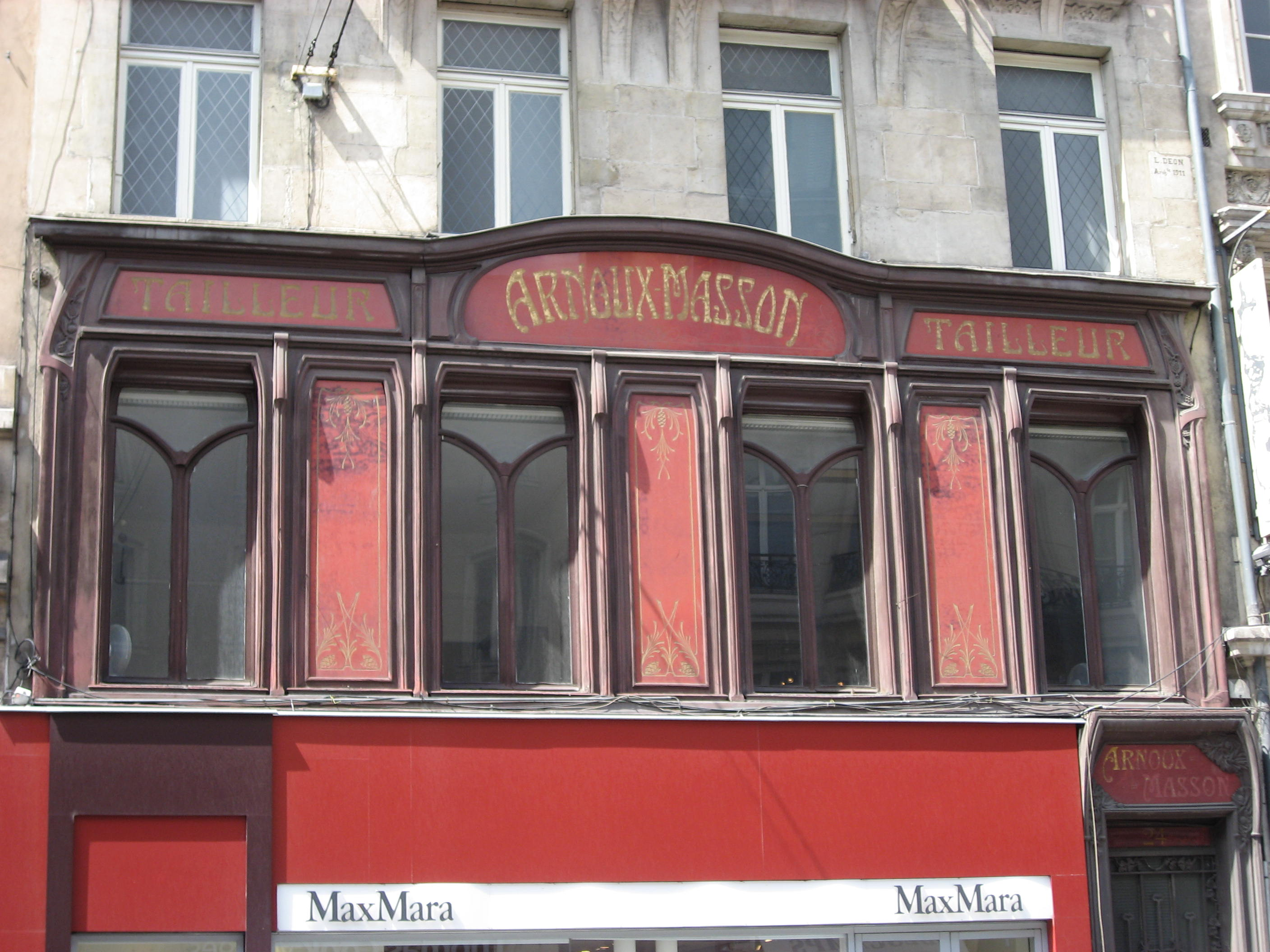
Casa Eugène Arnoux-Masson
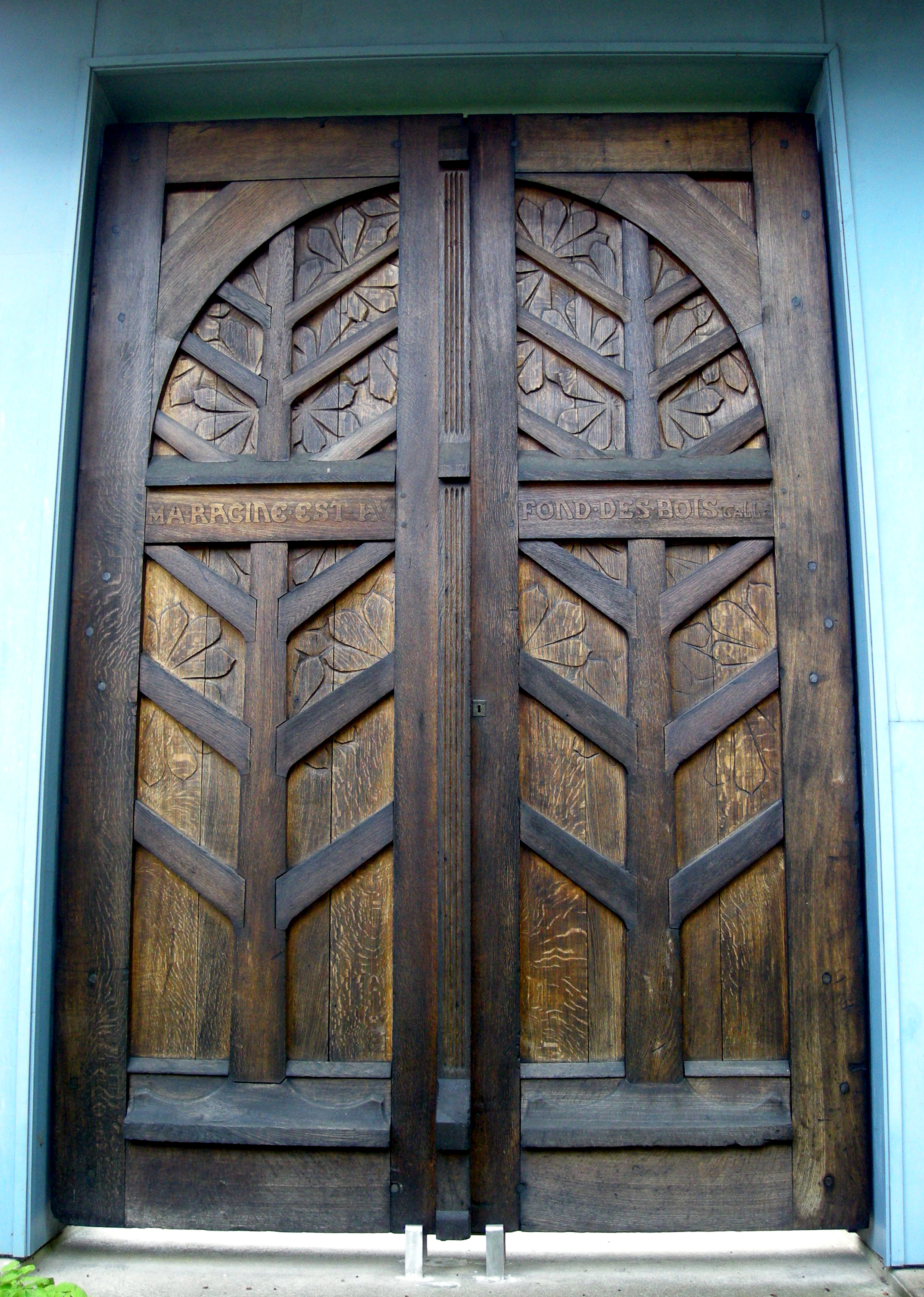
Puerta de Eugène Vallin
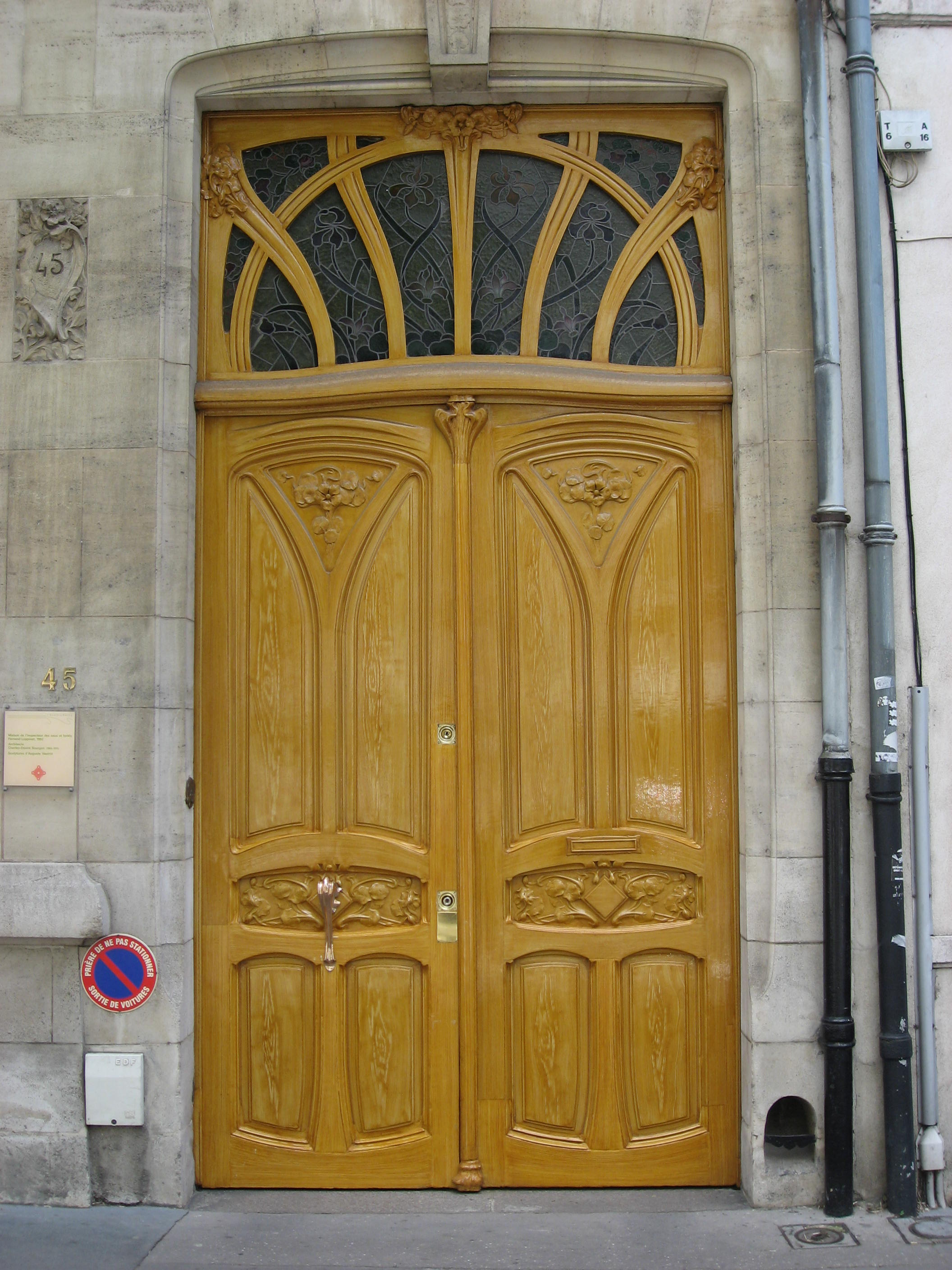
Puerta del inmueble Fernand Loppinet
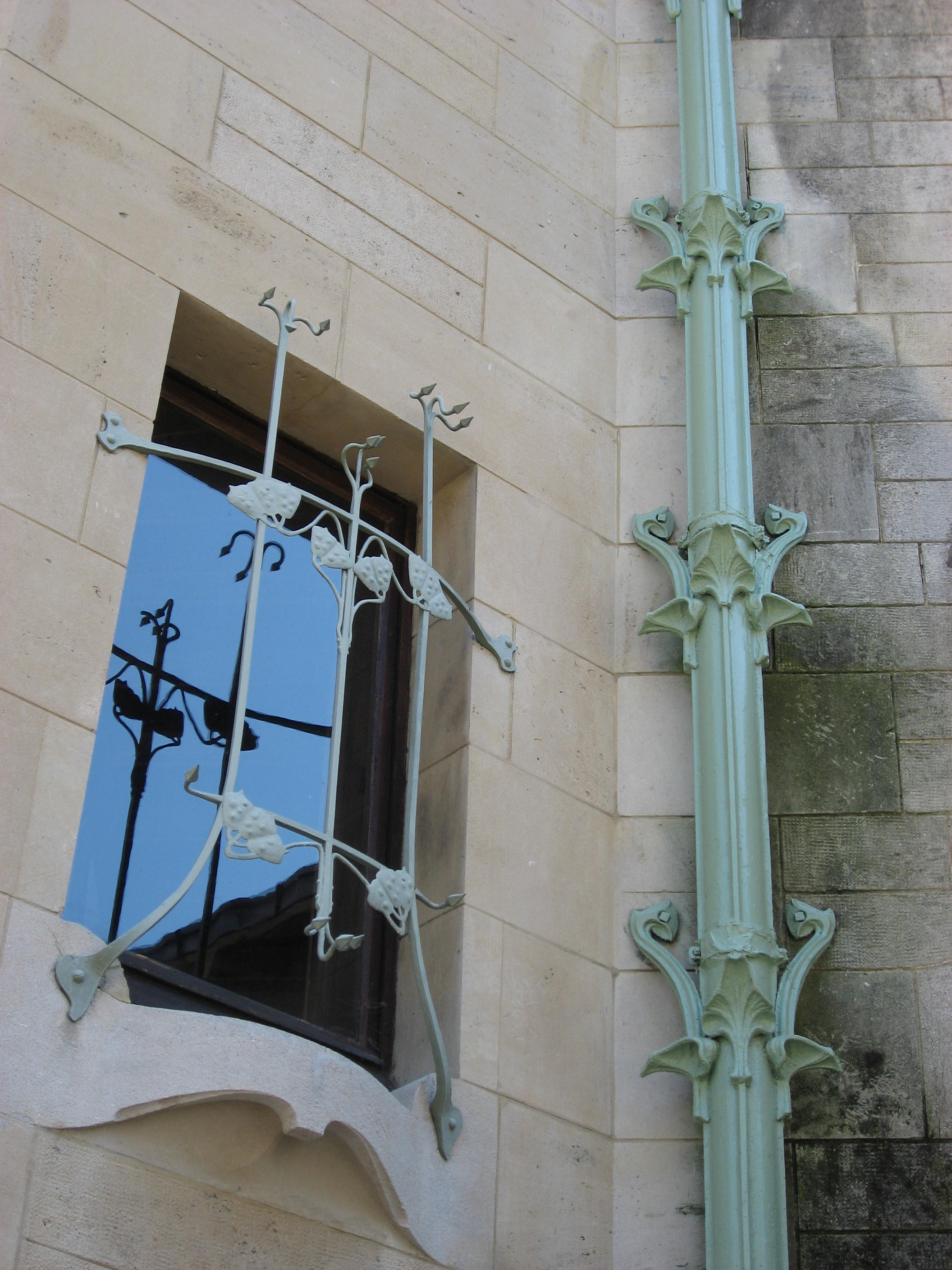
Detalles de la Villa Majorelle
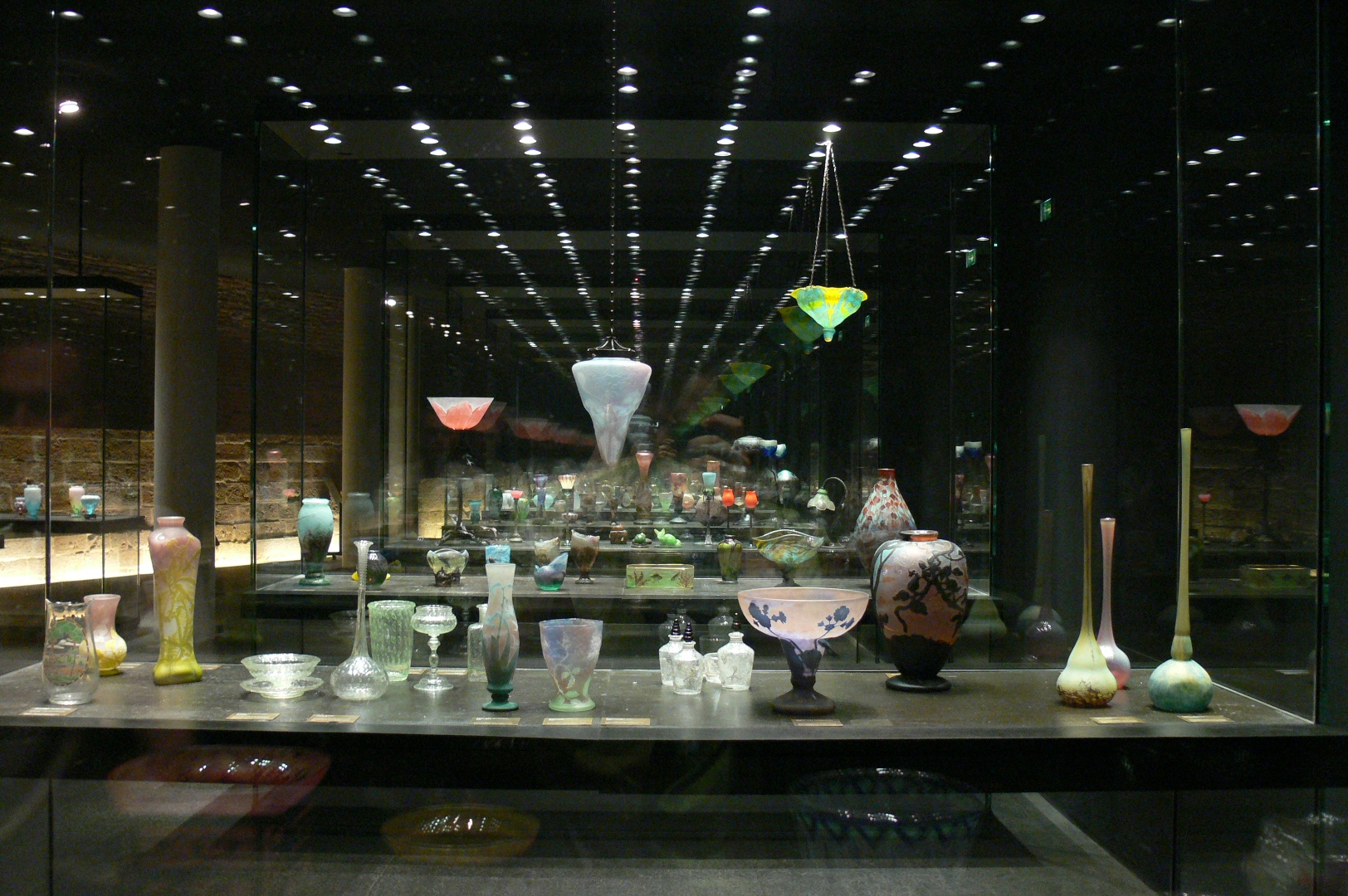
Colección de Antonin Daum en Nancy